# Socorro
Socorro és una ciutat dels Estats Units i seu del comtat del mateix nom a l'estat de Nou Mèxic, als EUA. Està situada a la vall del Rio Bravo. Al cens de l'any 2000, tenia 8.707 habitants.
El juny de 1598 l'explorador castellà Juan de Oñate (nascut a Zacatecas, Virregnat de Nova Espanya, avui dia a Mèxic) dirigia una expedició de pobladors castellans a través de la Jornada del Mort, una zona desèrtica que acaba just al sud de l'actual ciutat de Socorro. Quan els castellans van sortir del desert, els indis piro, un grup dels indis pueblo, els van proporcionar aigua i menjar. Per aquesta raó, els castellans van batejar un poble amb el nom de Socorro, on es va crear la primera missió amb el nom de La nostra Senyora del Socors en 1526, quan ja vivien a la zona uns 600 habitants.